# Автомобіль століття
Автомобіль століття (англ. Car of the Century, COTC) — міжнародна нагорода, що присвоюється найвизначнішому автомобілю двадцятого століття. За процесом вибору наглядала Global Automotive Elections Foundation. Переможець, Ford Model T, був оголошений на святковій церемонії 18 грудня 1999 року в Лас-Вегасі.

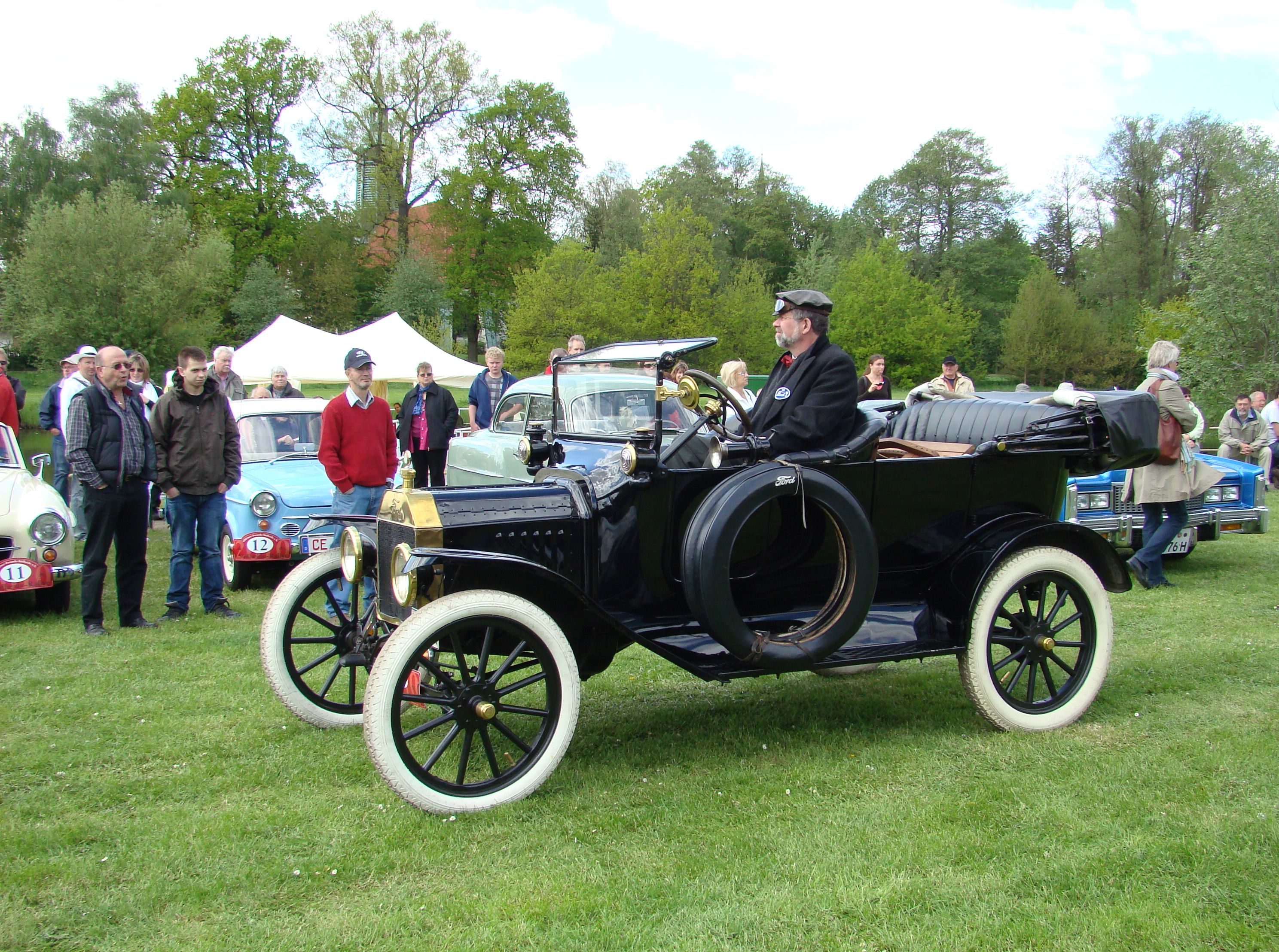
Перше місце: Ford Model T

## Процес вибору
Робота над визначенням лауреатів почалася в жовтні 1996 року, із представлення списку з 700 автомобілів, які запропоновані організаційним комітетом COTC як кандидати на премію та відібрані експертами з рекомендацій, зроблених поза автомобільною індустрією і автомобільними клубами.
В лютому 1997 року список, вже з 200 автомобілів, було представлено на AutoRAI motor show в Амстердамі; вибір з попереднього списку зробили авторитетні незалежні автомобільні експерти.
Наступний крок — журі і 132 професійних автомобільних журналістів з 33 країн, під керівництвом Барона Монтагю, скоротили список до ста пунктів і представили результат на Frankfurt Motor Show в вересні 1997 року.
Конкурс продовжився інтернет-голосуванням, яке визначило 10 машин, і голосуванням журі фахівців, яке вибрало 25 моделей. 9 з 10 вибраних спільнотою автомобілів опинились і в списку журі (десятим вибором була AC Cobra), отже на Geneva Motor Show в березні 1999 року було представлено 26 автомобілів.
| Виробник      | Тип                    | Рік          | Країна              |
| ------------- | ---------------------- | ------------ | ------------------- |
| AC            | Cobra                  | 1965–1967    | Велика Британія/США |
| Alfa Romeo    | Giulietta Sprint Coupé | 1954–1968    | Італія              |
| Audi          | Quattro                | 1980–1991    | Німеччина           |
| Austin        | Seven                  | 1922–1939    | Велика Британія     |
| BMW           | BMW 328                | 1936–1940    | Німеччина           |
| Bugatti       | T35                    | 1926–1930    | Франція             |
| Chevrolet     | Corvette Stingray      | 1963–1967    | США                 |
| Citroën       | Traction Avant         | 1934–1957    | Франція             |
| Citroën       | 2CV                    | 1948–1990    | Франція             |
| Citroën       | DS19                   | 1955–1975    | Франція             |
| Ferrari       | 250 GT SWB Berlinetta  | 1959–1962    | Італія              |
| Fiat          | 500 Topolino           | 1936–1948    | Італія              |
| Ford          | Model T                | 1908–1927    | США                 |
| Ford          | Mustang                | 1964–1968    | США                 |
| Jaguar        | XK120                  | 1948–1954    | Велика Британія     |
| Jaguar        | E-Type                 | 1961–1975    | Велика Британія     |
| Land Rover    | Range Rover            | 1970–наш час | Велика Британія     |
| Mercedes-Benz | S/SS/SSK               | 1927–1932    | Німеччина           |
| Mercedes-Benz | 300 SL Coupé           | 1954–1957    | Німеччина           |
| Morris/Austin | Mini                   | 1959–2000    | Велика Британія     |
| NSU           | Ro 80                  | 1967–1976    | Німеччина           |
| Porsche       | 911                    | 1963–наш час | Німеччина           |
| Renault       | Espace                 | 1984–наш час | Франція             |
| Rolls-Royce   | Silver Ghost           | 1907–1925    | Велика Британія     |
| Volkswagen    | Beetle                 | 1946–2003    | Німеччина           |
| Volkswagen    | Golf                   | 1974–наш час | Німеччина           |
| Willys        | Jeep                   | 1941–1945    | США                 |

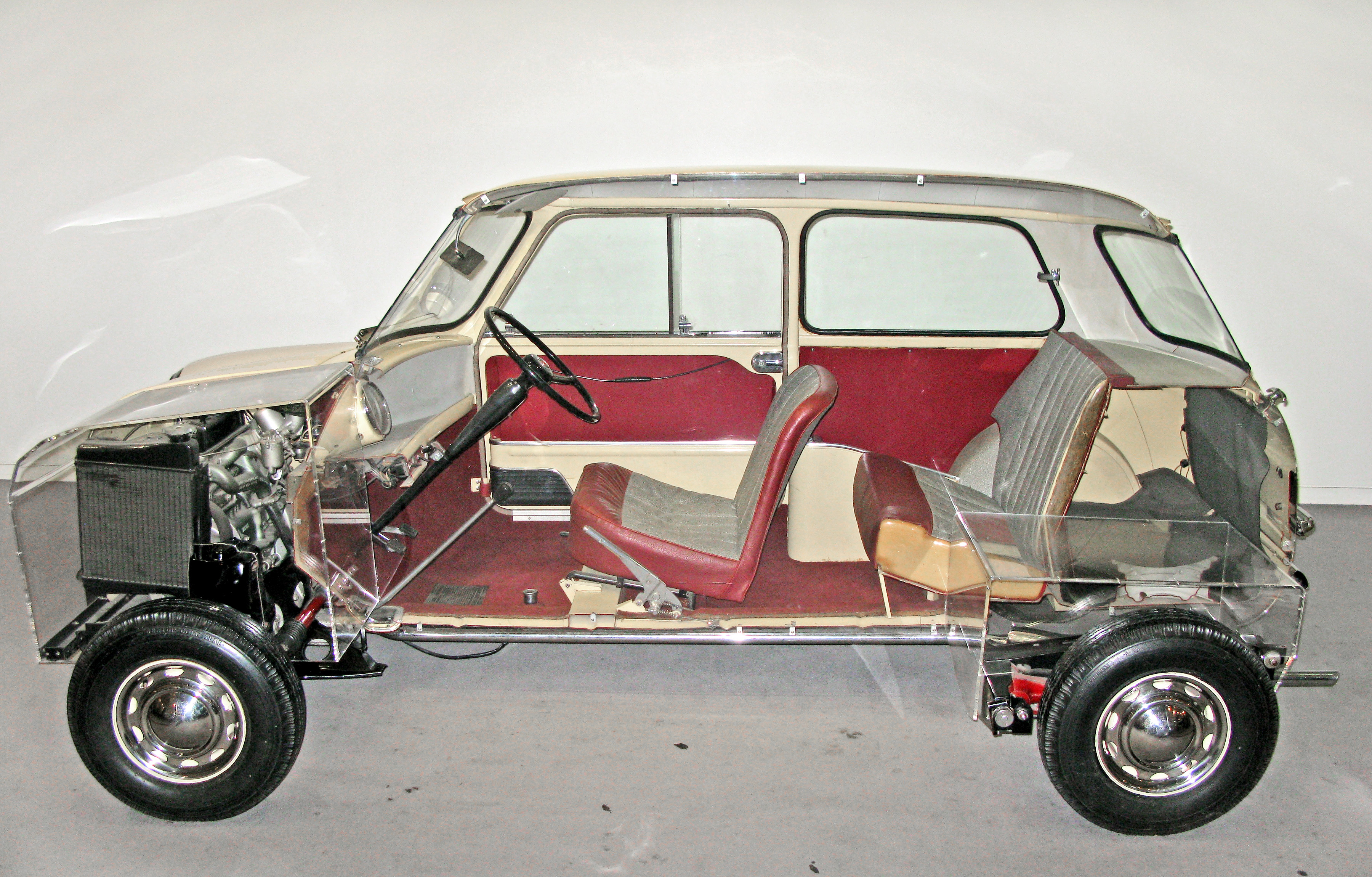
Друге місце: Mini. Розріз показує компоновку, яка надає пасажирам максимум місця

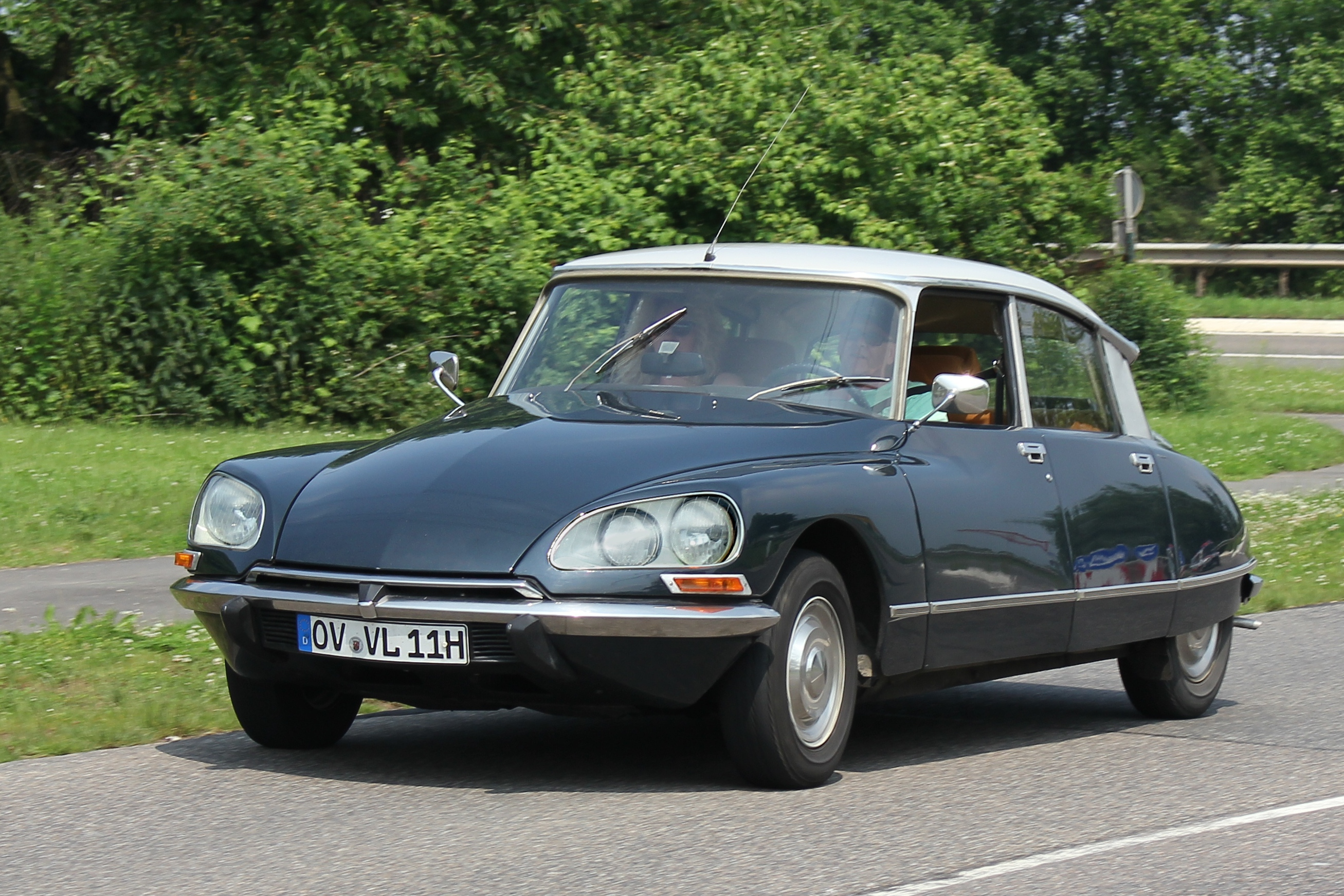
Третє місце: Citroën DS

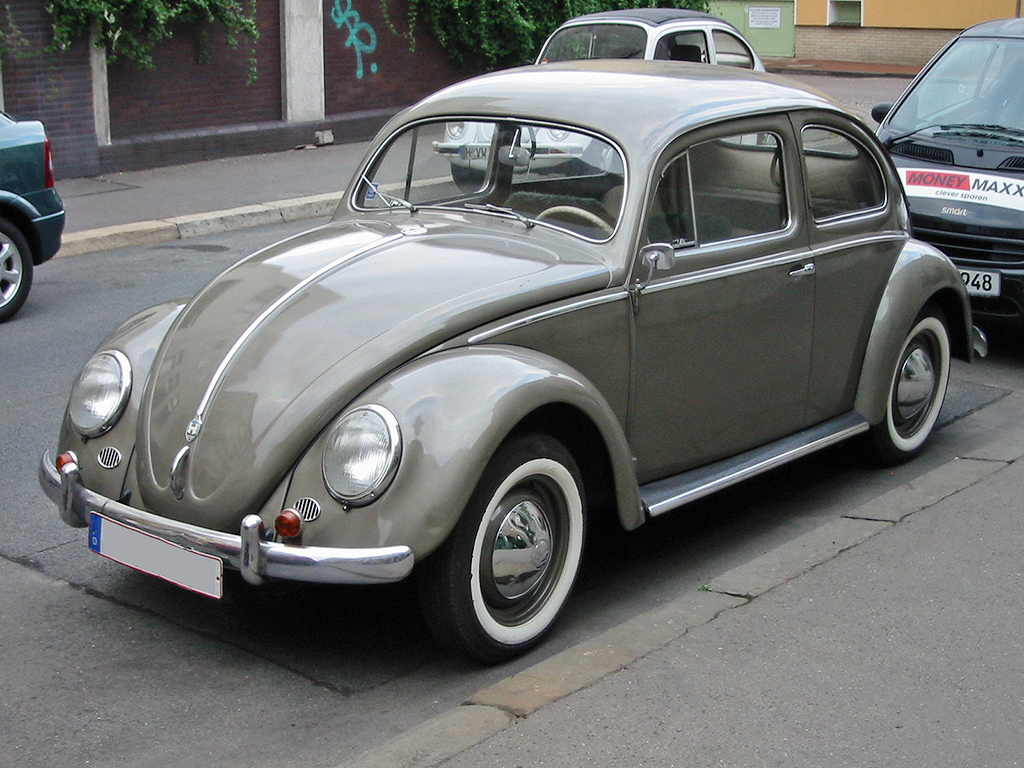
Четверте місце: Volkswagen Beetle

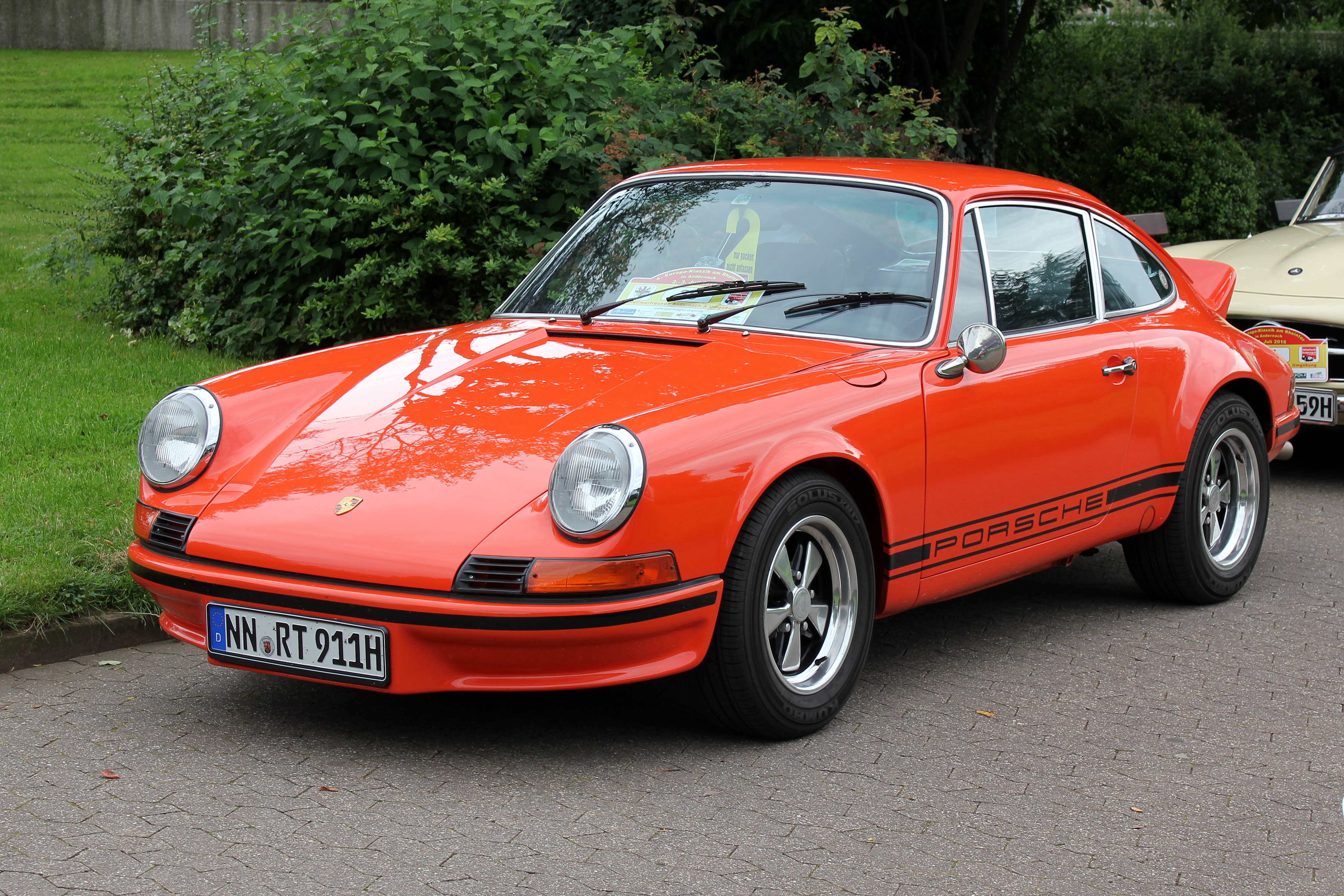
П'яте місце: Porsche 911

Журі було запропоновано, використовуючи бальну систему, визначити 5 фіналістів конкурсу, яких оголосили на Frankfurt Motor Show в вересні 1999 року.

## Результати
Кожен з членів журі виставив кандидатам оцінки, виходячи з своїх уподобань, після чого таблиця конкурсантів набула остаточного вигляду:
| Місце | Модель автомобіля | Бали |
| ----- | ----------------- | ---- |
| 1     | Ford Model T      | 742  |
| 2     | Mini              | 617  |
| 3     | Citroën DS        | 567  |
| 4     | Volkswagen Beetle | 521  |
| 5     | Porsche 911       | 303  |